# Stefan Hörger
Stefan Hörger (9 novembre 1961) è un ex schermidore tedesco, vincitore di una medaglia d'argento ai campionati mondiali di scherma.